# キュー (ロンドン)
キュー (Kew) はロンドンの南西リッチモンド・アポン・テムズ・ロンドン特別区に属する地区。

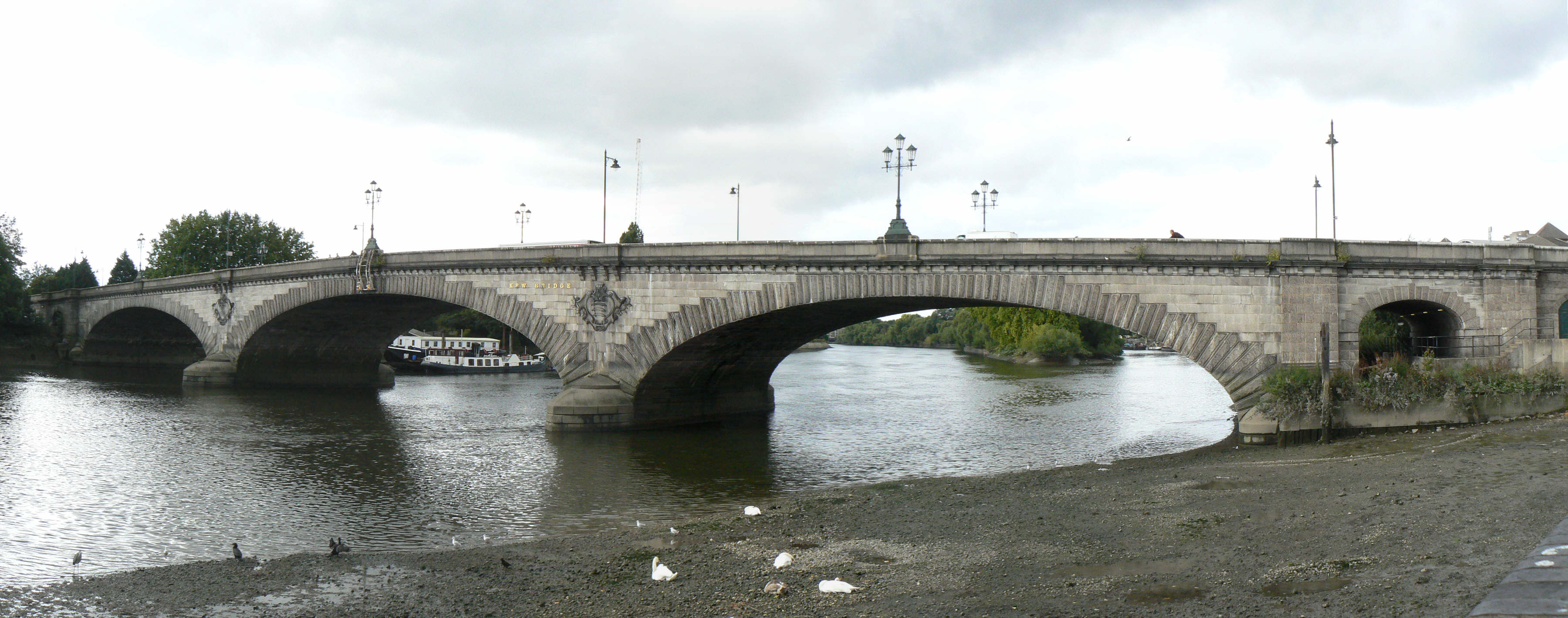
キュー橋

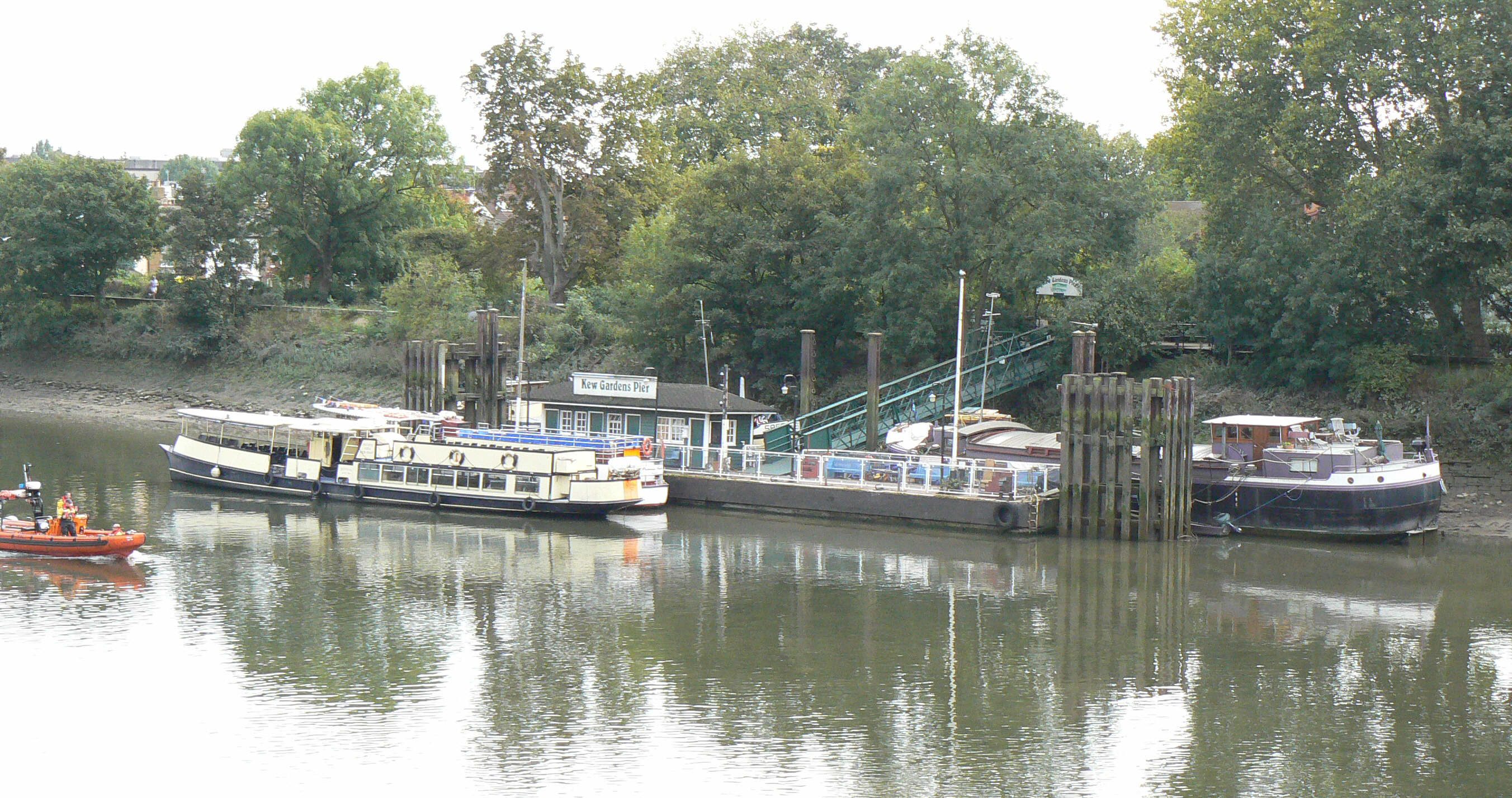
桟橋

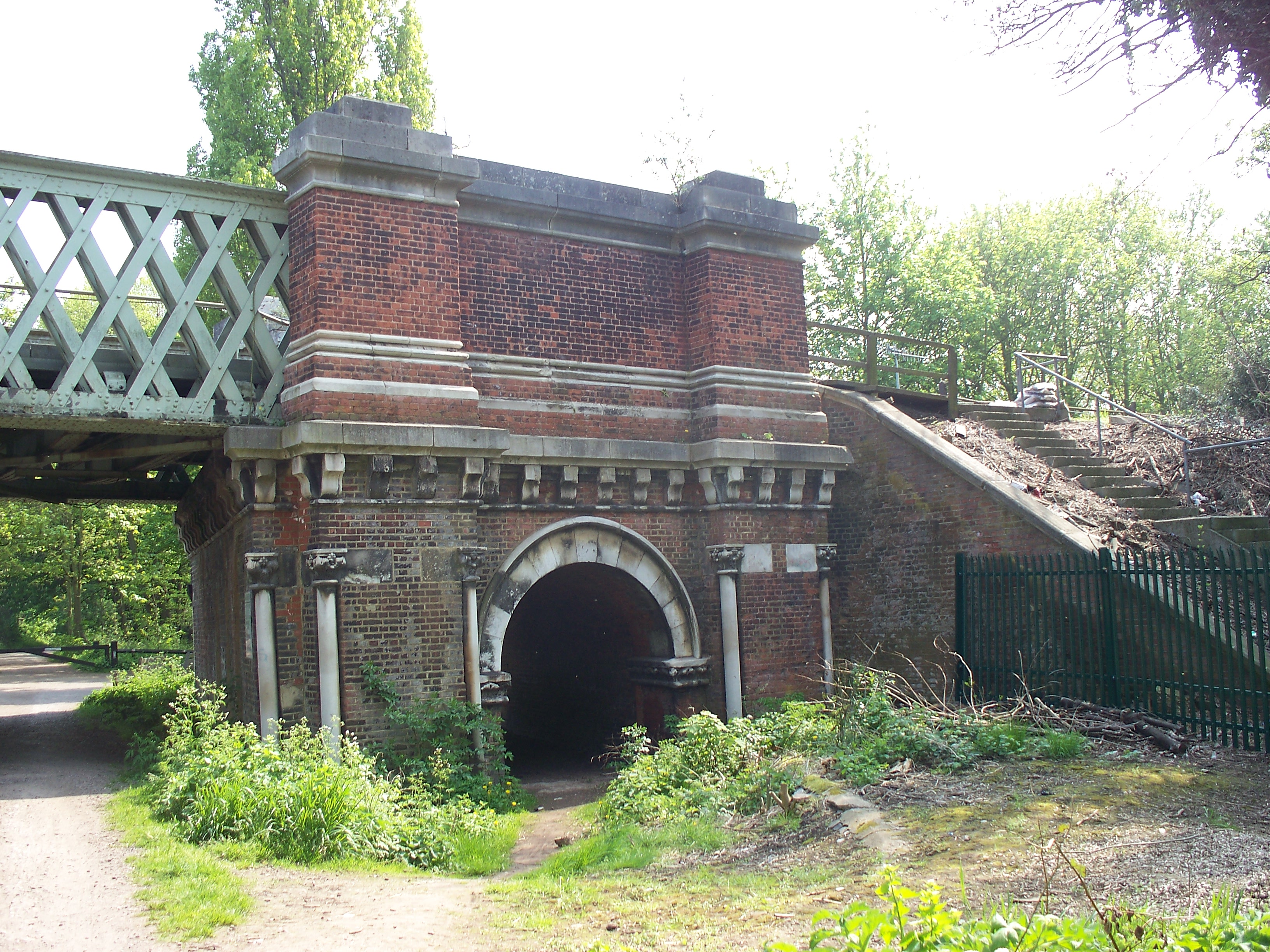
キュー鉄道駅

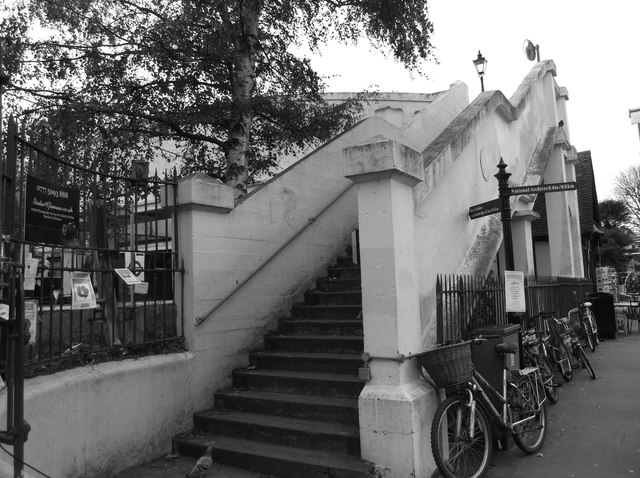
キューガーデンズ駅歩道橋

## 歴史
キューの語源として、テムズ川の船着場を表す合成語のCayhoが1327年に現れる。
キューは19世紀のロンドンの人口増によって発展し、ロンドン地下鉄の開通などによってやや高級な住宅地などが設けられている。

## 周辺施設
世界遺産にも登録された王立植物園（キュー・ガーデンズ）の所在地として有名である。
植物園に隣接して、キュー・ヴィレッジと言われるレストランやカフェが集まる箇所が存在する。メイズ・オヴ・オナー・タルトというキューの銘菓がある。
この他にもキュー宮殿、イギリス国立公文書館などが存在する。